# Халих
Халих (тиндин. Халихъа) — село в Цумадинском районе Дагестана. Входит в состав сельского поселения Тиндинский сельсовет.

## География
Село находится на правом берегу реки Андийское Койсу, в 5 км к северо-западу от центра сельского поселения — села Тинди и в 6,5 км к юго-западу от районного центра — села Агвали.

## Население
| 1926 | 1939 | 1970 | 1989 | 2002 | 2003 | 2004 |
| ---- | ---- | ---- | ---- | ---- | ---- | ---- |
| 32   | ↗38  | ↗75  | ↘31  | ↗44  | ↗45  | ↗55  |
| 2007 | 2010 | 2021 |      |      |      |      |
| ↘52  | ↘48  | ↘44  |      |      |      |      |

Халих - отселок села Тинди, где проживают тиндинцы. По данным Всероссийской переписи населения 2010 года в селе проживало 48 человек.